# Helga Nowotny
Helga Nowotny, född 9 augusti 1937 i Wien, är en österrikisk sociolog och forskare. Hon var 1996-2002 professor i vetenskapsforskning vid ETH Zürich och blev 2006 vice VD för Europeiska forskningsrådet. Sedan den 1 mars 2010 är hon vd och ordförande för Europeiska forskningsrådets vetenskapliga råd.
Nowotny invaldes 2006 som utländsk ledamot av svenska Vetenskapsakademien.